# Encierros Taurinos de La Peza
Los Encierros Taurinos de La Peza (Granada) son un festejo popular taurino que se celebra durante las fiestas patronales en honor a Nuestra Señora la Virgen del Rosario y del Santísimo Cristo de la Misericordia, que tienen lugar en el mes de octubre. Fueron declarados Fiesta de Interés Turístico de Andalucía en 2008.

## Origen y evolución
El origen de este festejo se remonta al siglo XVII. En este sentido, el proceso eclesiástico iniciado contra Pedro Tesifón, bisnieto de Moctezuma Xocoyotzin, permitió constatar la existencia de encierros en La Peza con anterioridad a 1632.
Cabe recordar que, años antes, el emperador azteca compró con categoría de señorío el municipio cuando éste tenía 200 habitantes, pasando a ser su residencia familiar.
Si bien desde este momento se viene celebrando hasta la actualidad conservando su esencia, se han ido adecuado a los estándares de seguridad establecidos por la legislación vigente las instalaciones donde se realizan. En este aspecto cabe destacar que, hasta mediados de los 90, la plaza de toros donde se celebraban se construía con palos atravesados y sujetos con cuedas, utilizados por los corredores para evitar las cornadas de los animales y por los espectadores para presenciar los encierros.
Este modo de construcción conllevó que se dieran numerosos incidentes, entre los que destaca cuando se rompieron unos palos que cayeron sobre los que se estaban refugiando abajo, o cuando un astado logró colarse por debajo de la estructura.
Para evitar este tipo de sucesos, se incorporó en la estructura de la plaza un armazón de hierro, diseñado para poner y quitar con facilidad, sobre el cual se colocan los palos y, en determinadas zonas, unas baldas para que las personas puedan sentarse. Además, se añadió una grada más por el lado del cimiento, para incrementar el aforo.

## Descripción del festejo
Lo característico de estos encierros, en los que también participan las caballerías de la ganadería, los perros, los cabestros y los corredores, es que se traen los novillos desde el campo de Lugros al municipio a través del monte. Cuando llegan a las Eras, se dispara un chupinazo que indica el inicio del encierro, y los mozos se preparan para correr delante de la manada por la cuesta de la Calle del Río, que acaba con un fuerte giro de noventa grados, para conducirlos hasta la plaza.
Una vez en el coso, cuya singularidad viene dada por la disposición de las gradas y por la ausencia de callejón, se van sacando uno a uno los novillos para mostrarlos y que los participantes puedan demostrar sus habilidades frente a ellos.
Por las tardes se celebran las corridas de toros, y al finalizar, se suelta una vaquilla.
Un elemento a destacar que muestra la importancia de los encierros para el municipio es el monumento de bronce en su honor situado en la entrada de la plaza de toros.

## Reconocimientos
- El 14 de marzo del 2008, la Junta de Andalucía emitió una orden por la que se declararon los Encierros Taurinos de La Peza como fiesta de interés turístico Regional.[11]